# Corinna tatei
Corinna tatei är en spindelart som beskrevs av Willis J. Gertsch 1942. Corinna tatei ingår i släktet Corinna och familjen flinkspindlar.
Artens utbredningsområde är Venezuela. Inga underarter finns listade i Catalogue of Life.